# My Stolen Planet
My Stolen Planet (persisch Sayyareye dozdide shodeye man) ist ein deutsch-iranischer Film in dokumentarischer Form unter der Regie von  Farahnaz Sharifi aus dem Jahr 2024. Der Film feierte im Februar 2024 auf der Berlinale seine Weltpremiere in der Sektion Berlinale Panorama.

## Handlung
Freiheit gibt es für die Iranerin Farah nur durch Flucht in ihre eigene Welt. Sie kauft von anderen Menschen Super-8-Filme und Tonaufnahmen mit deren Erinnerungen und archiviert ihre eigenen. Aus Found Footage und persönlichen Aufnahmen gestaltet sie eine alternative Geschichte ihres Heimatlandes.

## Produktion

### Filmstab
Regie führte  Farahnaz Sharifi, die auch für Drehbuch, Kamera und Schnitt verantwortlich war. Die Musik stammt von Atena Eshtiaghi.

### Produktion und Förderungen

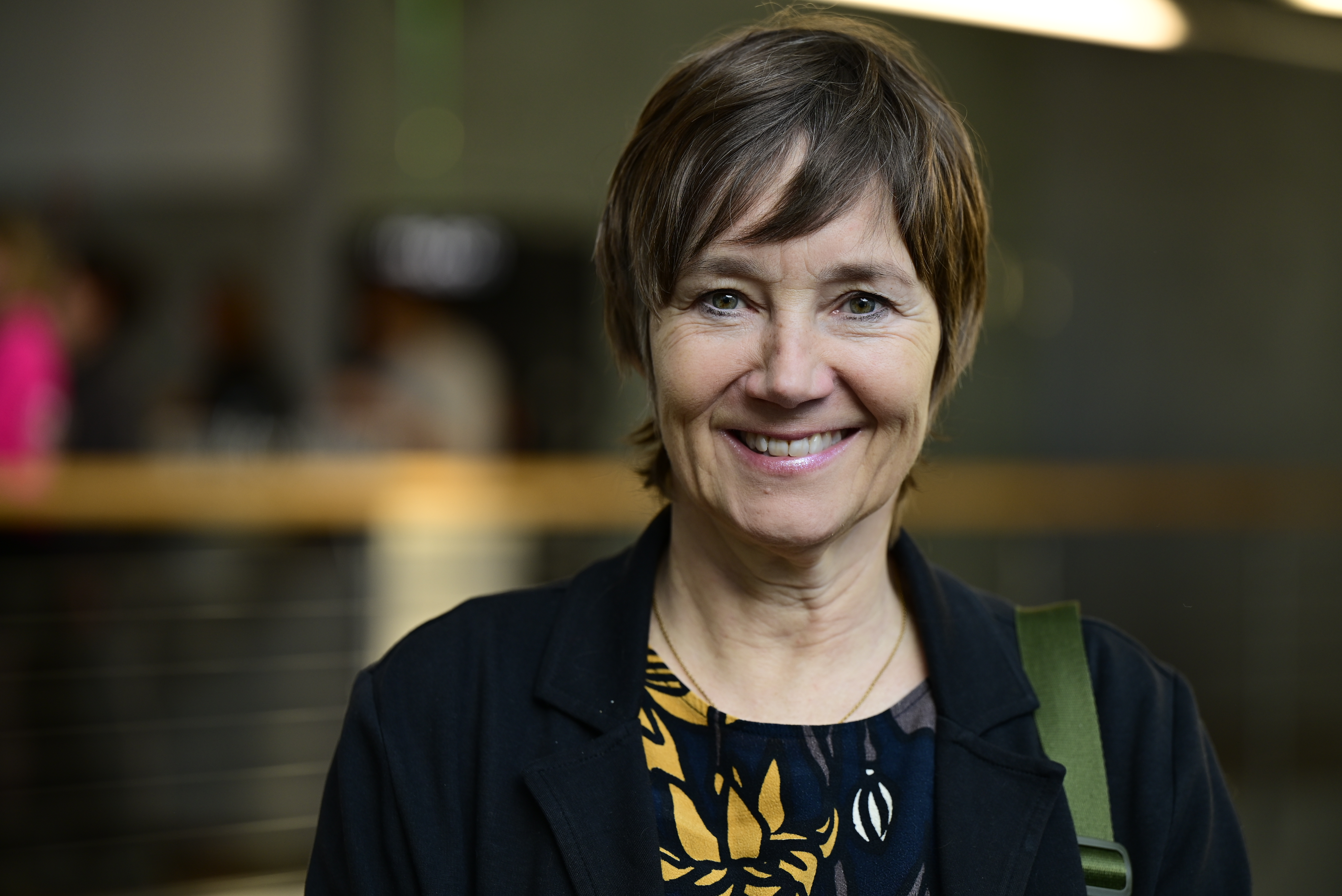
Produzentin Anke Petersen

Produziert wurde der Film von Farzad Pak, Anke Petersen und Lilian Tietjen. Produktionsfirmen waren Jyoti Film und Pak Film, Hamburg. Den weltweiten Vertrieb übernahm die französische Firma CAT&Docs. My Stolen Planet ist einer von zwölf Filmen, die über den World Cinema Fund gefördert und zur Berlinale 2024 eingeladen wurden.

### Dreharbeiten und Veröffentlichung
Der Film feierte im Februar 2024 auf der Berlinale seine Weltpremiere in der Sektion Berlinale Panorama. Er soll am 12. September 2024 im Verleih von Little Dream Pictures in die deutschen Kinos kommen.

## Rezeption
Bei IMDb erhielt der Film 8,6 von 10 möglichen Punkten. Olivia Popp schrieb auf cineuropa.org, das Zusammenspiel von Privatem und Politischem sei im Film ziemlich konventionell umgesetzt.

## Auszeichnungen und Nominierungen
My Stolen Planet wurde zu den Internationalen Filmfestspielen Berlin 2024 eingeladen. Der Film wurde in die Nominierungsliste für den Berlinale Dokumentarfilmpreis aufgenommen und stand auch auf der Auswahlliste für den Amnesty International Filmpreis. In der Abstimmung zum Panorama Publikumspreis belegte My Stolen Planet den zweiten Platz.
Als Preisträgerin für den mit 5.000 Euro dotierten Deutschen Dokumentarfilm-Musikpreis wurde Atena Eshtiaghi für ihre Musik zu diesem Film ausgewählt.
Auf dem Dokumentarfilmfest in Thessaloniki gewann der Film im internationalen Wettbewerb den Goldenen Alexander und den FIPRESCI-Preis.
Auf dem Festival Der Neue Heimatfilm in Freistadt wurde der Film mit dem Dokumentarfilmpreis und dem Preis der Jugendjury ausgezeichnet.